# Marc Vanhoonacker
Marc Vanhoonacker (Brugge, 22 juli 1937 - 19 juli 2017), ook Van Hoonacker, was een Belgisch tandarts en historicus.

## Levensloop
Marc was een zoon van de radioloog René Vanhoonacker (1898-1965) en van Marie-Louise de Mûelenaere (†1996) en was een jongere broer van radioloog Luc Vanhoonacker (Brugge, 6 maart 1930 - Maaseik, 10 augustus 2017). Hij studeerde aan het Sint-Lodewijkscollege (retorica 1956) en vervolgens aan de Katholieke Universiteit Leuven. 
Hij was actief lid, in 1960-61 preses, van de Brugse studentenclub Moeder Brugse. In 1985 wijdde hij, samen met Jan De Mey, een jubileumboek aan de honderdjarige club. Hij promoveerde tot licentiaat in de tandheelkunde en vestigde zijn tandheelkundig kabinet in Brugge. Hij nam deel aan het sociale leven en was onder meer voorzitter van de Lions Club Zeebrugge.
Hij trouwde met Anne-Marie Verkinderen en ze kregen twee dochters en een zoon. Samen met haar nam hij deel aan diverse Brugse activiteiten. Ze werden actief binnen het samenwerkingsverband S.O.S. voor een Leefbaar Brugge, dat zich verzette tegen bepaalde uitwassen van de ontwikkeling betreffende monumentenzorg, stadsontwikkeling en toerisme.
Ze verwierven het ouderlijke woonhuis, Gouden-Handstraat 21, en onderwierpen het aan restauratie onder de leiding van architect Arthur Degeyter (1919-2004). Hiermee bevonden ze zich bij de pioniers die aan de renovatie van Brugse historische huizen nieuwe impulsen gaven. De tuin, met doolhof, achter het huis, werd aangelegd onder de leiding van tuinontwerper André Van Wassenhove (1934-2002).
Gedurende een aantal jaren was Marc Vanhoonacker penningmeester van de vzw Vrienden van de Brugse Musea, waaraan hij in driemanschap met voorzitster Anne-Marie Meire en secretaris Daniel De Clerck een aanzienlijke impuls gaf. Deze activiteit eindigde toen een soort 'paleisrevolutie', geleid door een nieuwe museumdirectie, het driemanschap buitensloot.
Hij was ook actief als historicus, betreffende punten van Brugse geschiedenis.
Hij was een kleinneef van kanunnik en hoogleraar in de exegese aan de KU Leuven, Albin Van Hoonacker (1857-1933).
Hij werd ridder in de Leopoldsorde en officier in de Kroonorde.

## Publicaties
- Het oude 'Hof van Watervliet' in de Gouden-Handstraat te Brugge, in: Haec Olim, Brugge, 1967.
- Bij de ontdekking van een gotisch wasbekken, in: Haec Olim, Brugge, 1970.
- Kanunnik Albinus Vanhoonacker, in: Haec Olim, Brugge, 1971.
- De migraties van een tandarts. Fiske Fay, een Amerikaanse tandmeester te Brugge 1846-1850, in: Biekorf, 1981.
- De dubbele veldslag te Hooglede 10 en 13 juni 1794, in: Biekorf, 1982.
- Saint Louis 1845, in: Haec Olim, Brugge, 1983
- (samen met Jan De Mey) Moeder Brugse 1885-1985, Brugge, 1985.
- Kanunnik Albinus Van Hoonacker, in: Jan De Mey en Marc Vanhoonacker, Moeder Brugse, Brugge, 1985.
- Priester Amaat Boone en de Gouden-Handstraat te Brugge, in: Biekorf, 1986.
- Lodewijk XIV aan de Brugse vaart 31 augustus 1667, in: Biekorf, 1989.
- De maatschappij der Napoleonisten te Brugge, in: Biekorf, 1991.
- De kotmadam, in: Peter Cuypers, 'Op kot in Leuven. Het dagelijks studentenleven tussen 1945 en 1980', Standaard Uitgeverij, 1992.
- Uitbreiding van het bedelaarswerkhuis te Brugge (22 juli 1842), in: Biekorf, 1993.
- Karel Ghellynck uit Kortrijk, in: Biekorf, 2005.
- Het Augustijnenklooster te Brugge, in: Biekorf, 2006.
- Mijn autobiografie (onuitgegeven), Brugge, 2006.
- (samen met Jan D'hondt) Van nijverheidscomplex tot dokterswoonst, in: Zeven eeuwen stadsgeschiedenis in een huis. Bewonings- en bouwgeschiedenis van het huis Gouden-Handstraat 21 in Brugge, Brugge, 2007.
- Hulde aan Michiel Hoornaert, oud-voorzitter van de Brugse Napoleonisten 1871, in: Biekorf, 2009.